# فان جونسون
فان جونسون (بالإنجليزية: Van Johnson) (و. 1916 – 2008 م) هو ممثل أفلام، و‌مغني، وممثل مسرحي، وممثل تلفزي أمريكي، ولد في نيوبورت، توفي في ناياك، عن عمر يناهز 92 عاماً.

## وصلات خارجية
- فان جونسون على موقع IMDb (الإنجليزية)
- فان جونسون على موقع الموسوعة البريطانية (الإنجليزية)
- فان جونسون على موقع ألو سيني (الفرنسية)
- فان جونسون على موقع ميوزك برينز (الإنجليزية)
- فان جونسون على موقع تيرنر كلاسيك موفيز (الإنجليزية)
- فان جونسون على موقع أول موفي (الإنجليزية)
- فان جونسون على موقع قاعدة بيانات برودواي على الإنترنت (الإنجليزية)
- فان جونسون على موقع قاعدة بيانات الأفلام السويدية (السويدية)
- فان جونسون على موقع إن إن دي بي (الإنجليزية)
- فان جونسون على موقع ديسكوغز (الإنجليزية)